# Irene Rudner
Irene Rudner, nome artístico de Irene Ignez Rudner (São Paulo, 28 de setembro de 1910 – 11 de novembro de 1974) foi uma atriz brasileira. Descendente de alemães, Em sua homenagem há a Rua Irene Rudner em São Paulo.

## Filmografia
| Ano  | Título                               | Personagem |
| ---- | ------------------------------------ | ---------- |
| 1937 | Amor Contrariado                     | —          |
| 1934 | O Caçador de Diamantes               | Potoju     |
| 1932 | Anchieta Entre o Amor e a Depravação | Itajacy    |
| 1931 | Iracema                              | Lourinha   |
| 1931 | O Campeão                            | Helena     |
| 1931 | Inferno Flutuante                    | Belly      |
| 1930 | Amor e Patriotismo                   | Clara      |
| 1930 | O Babão                              | —          |
| 1929 | Enquanto São Paulo Dorme             | —          |
| 1927 | O Descrente                          | Guiomar    |
| 1926 | Depravação                           | —          |